# Le Cuing
Le Cuing är en kommun i departementet Haute-Garonne i regionen Occitanien i södra Frankrike. Kommunen ligger i kantonen Montréjeau som tillhör arrondissementet Saint-Gaudens. År 2022 hade Le Cuing 479 invånare.

## Befolkningsutveckling
Antalet invånare i kommunen Le Cuing
Referens:INSEE